# Camiguinvleermuisparkiet
De camiguinvleermuisparkiet (Loriculus camiguinensis) is een papegaaiachtige die alleen voorkomt op het eiland Camiguin in de Filipijnen. De soort is nauw verwant aan de Filipijnse vleermuisparkiet (L. philippensis), die in de rest van de Filipijnen voorkomt. 

## Beschrijving
Anders dan andere Loriculus-soorten verschillen mannetjes en vrouwtjes niet in kleur. Het verenkleed is grotendeels groen, met een oranje toon op de rug en een gelige toon op de buik. Het voorhoofd is lichtrood. Over het achterste deel van de nek loopt een lichtoranje band. De kin, wangen en keel zijn blauw. De bovenbenen zijn wat lichter blauw. De staartpennen zijn aan de bovenkant donkergroen en aan de onderkant donkerblauw. De vleugelpennen zijn zwart met groene en blauwe stukken. Deze soort is groter dan naburige ondersoorten van de Filipijnse vleermuisparkiet. De vleugelspanwijdte bedraagt 93,1 tot 103,0 mm, de lengte van de tarsus 10,4 tot 12,9 mm, de hoogte van de snavel 9,2 tot 11,1 mm, de lengte van de snavel 12,4 tot 15,0 mm en de breedte van de snavel 6,0 tot 7,5 mm.

## Verspreiding en leefgebied
De soort is bekend van 23 exemplaren (19 mannetjes en 4 vrouwtjes) die in de jaren 60 van de 20e eeuw op 300 tot 1350 m hoogte gevangen zijn in de gemeenten Catarman en Mahinog. 

## Status
De camiguinvleermuisparkiet komt niet als aparte soort voor op de lijst van het IUCN, maar is daar een ondersoort van de Filipijnse vleermuisparkiet (L. philippensis camiguinensis).